# Condado de Otero (Colorado)
O Condado de Otero é um dos 64 condados do Estado americano do Colorado. A sede do condado é La Junta, e sua maior cidade é La Junta. O condado possui uma área de 3 289 km² (dos quais 18 km² estão cobertos por água), uma população de 20,311 habitantes, e uma densidade populacional de 6 hab/km² (segundo o censo nacional de 2000). O condado foi fundado em 1889.